# Ngonidzashe Makusha
Ngonidzashe Makusha (ur. 11 marca 1987) – lekkoatleta z Zimbabwe specjalizujący się w skoku w dal.

## Osiągnięcia
- brązowy medal Igrzysk afrykańskich (Sztafeta 4 x 100 m, Algier 2007), w biegu finałowym sztafeta Zimbabwe ustanowiła aktualny rekord kraju – 39,16[1][2]
- 4. miejsce podczas Igrzysk olimpijskich (Skok w dal, Pekin 2008)
- brązowy medalista mistrzostw świata (Taegu 2011)
- złoty medalista mistrzostw NCAA
- brązowy medal mistrzostw Afryki (Saint-Pierre 2022)[3]

## Rekordy życiowe
- Skok w dal – 8,40 (2011) rekord Zimbabwe
- Skok w dal (hala) – 8,21 (2009) rekord Zimbabwe
- Bieg na 100 m – 9,89 (2011) rekord Zimbabwe
- Bieg na 60 m (hala) – 6,60 (2009) rekord Zimbabwe